# Centralkalkylator 37

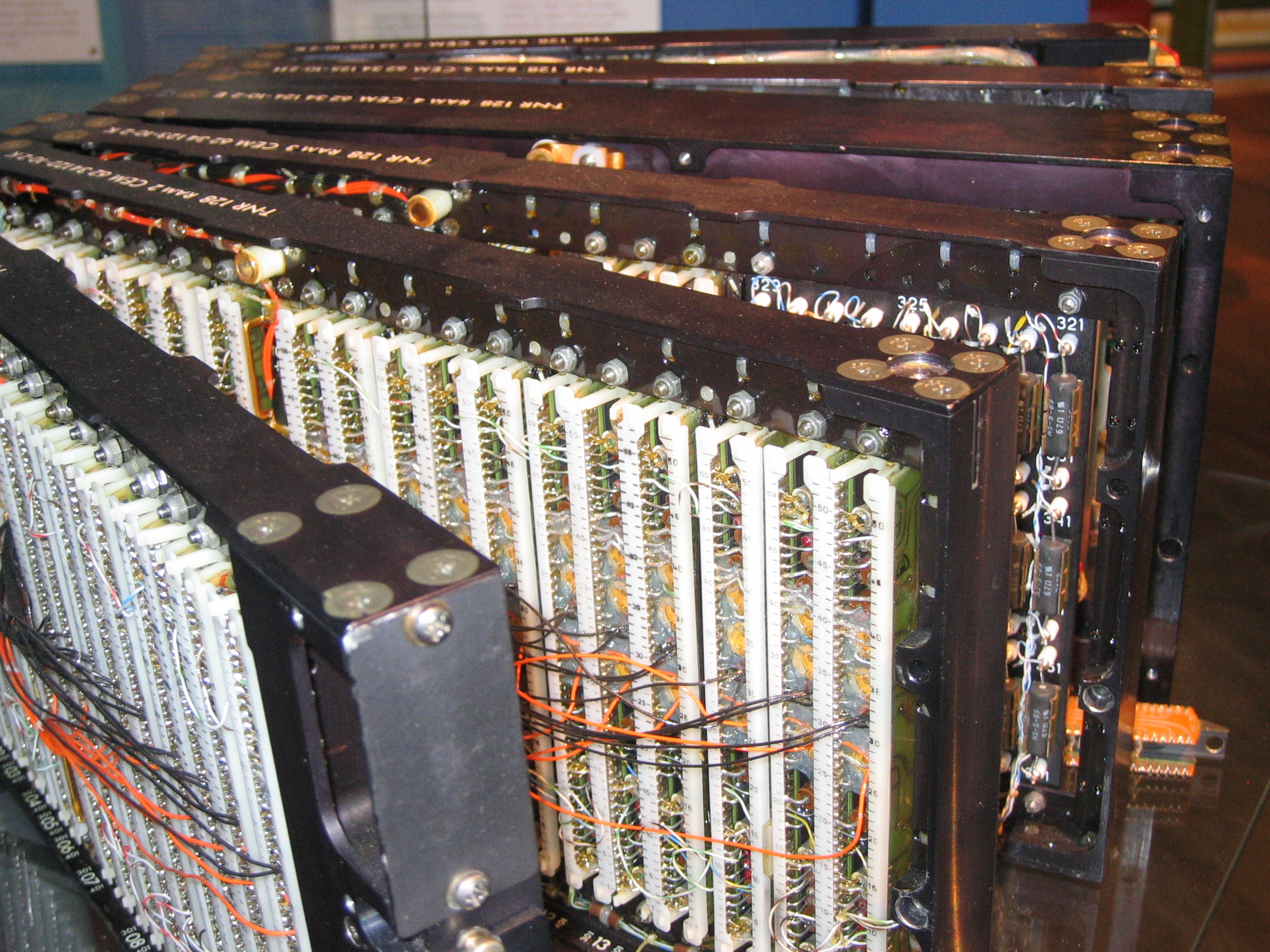
Detalj från flygdatorn CK 37.

Centralkalkylator 37 (CK 37)  var en flygdator utvecklad för Saab 37 Viggen av Datasaab. Under upphandlingen av Saab 37 Viggen bestämdes att Saab skulle få huvudansvaret för hela projektet inklusive konstruktionen av styrsystemen, som tidigare hade utvecklats av Ericsson i Mölndal. Saabs datoringenjörer framlade då idén att tillverka en central dator för hela flygplanet, ursprungligen med namnet Numerisk Siktes-Kalkylator NSK, men fick senare namnet Centralkalkylator 37 (CK37). Med hjälp av denna centrala dator kunde man i Viggen klara sig utan den navigatör som behövdes i Saab 32 för att klara av attackuppdrag på låg höjd i alla väder.
CK37 anslöts till det analoga styrsystemet och en rad primära sensorer som pitotrör, gyrokompass, accelerometrar, radarhöjdmätare, navigeringssensorer samt instrumentlandningssystemet (ILS). Utdata från CK37 gick till siktlinjesindikatorn, radarpresentationen, manöverpaneler och till vapnen. Mjukvaran uppdaterades och anpassades under loppet av minst 25 år.